# William Fletcher-Vane
Pour les articles homonymes, voir Fletcher-Vane, Fletcher et Vane (homonymie).
William Morgan Fletcher-Vane, 1er baron Inglewood, (12 avril 1909 - 22 juin 1989), est un homme politique du Parti conservateur britannique.

## Jeunesse
Il est le fils du lieutenant-colonel William Lyonel Vane, un descendant de Gilbert Vane, 2e baron Barnard. Son oncle Henry de Vere Vane devient le neuvième baron Barnard en 1891 à la mort de son parent éloigné Harry George Powlett, 4e duc de Cleveland et 8e baron Barnard. La mère d'Inglewood est Katherine Louisa Pakenham, fille de William Pakenham (4e comte de Longford) (Frank Pakenham (7e comte de Longford), est son cousin germain).
Le 9 avril 1931, peu de temps avant son 22e anniversaire, il prend le nom de famille supplémentaire de Fletcher et hérite par la suite des domaines de Hutton qui sont alors en possession des baronnets Fletcher-Vane sous le contrôle de fiduciaires. Il est un cousin éloigné des baronnets Fletcher-Vane (ils descendent de Sir Henry Vane l'Ancien mais Francis Fletcher-Vane, 5e et dernier des baronnets Fletcher-Vane de Hutton, est encore en vie en 1931 lorsque Inglewood hérite. En 1883, le domaine des baronnets Fletcher-Vane comprenait environ 7 194 acres. Il meurt dans une maison de retraite à Lambeth en 1934. Après la mort de Francis, le titre de baronnet Fletcher-Vane s'éteint.
Il fait ses études à Charterhouse et au Trinity College, Cambridge .

## Carrière
Inglewood sert pendant la Seconde Guerre mondiale en France et au Moyen-Orient en tant que lieutenant-colonel dans l'infanterie légère de Durham et est mentionné dans des dépêches.
Il est élu aux élections générales de 1945 comme député de Westmorland et occupe le siège jusqu'à sa retraite de la Chambre des communes aux élections générales de 1964. Il est ministre dans le gouvernement d'Anthony Eden et Harold Macmillan de 1957 à 1964 : comme secrétaire parlementaire du ministre des Pensions de 1958 à 1960 et comme secrétaire parlementaire du ministère de l'Agriculture, des Pêcheries et de l'Alimentation de 1960 à 1962. Il est également chef de la délégation du Royaume-Uni au Congrès mondial de l'alimentation à Washington DC en 1963.
Le 30 juin 1964, il est anobli en tant que baron Inglewood, de Hutton dans la forêt du comté de Cumberland.

## Vie privée
Lord Inglewood épouse Mary Proby, fille de Richard George Proby, 1er baronnet, en 1949. Ensemble, ils ont : 
- Richard Fletcher-Vane (2e baron Inglewood) (né en 1951), qui épouse Cressida Rosa Pemberton-Pigott, la plus jeune fille de Desmond Frederick Pemberton-Pigott de Fawe Par[6]

Il meurt en juin 1989, à l'âge de 80 ans, et est remplacé à la baronnie par son fils Richard, qui devient également homme politique conservateur.